# Racismo na Turquia

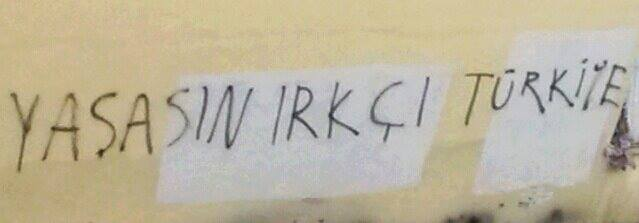
'Viva a Turquia Racista' pintada com spray por pessoas não identificadas nas paredes de uma igreja armênia em Istambul

Na Turquia, o racismo e a discriminação étnica estão presentes em sua sociedade e ao longo de sua história, esse racismo e discriminação étnica também são institucionais contra as minorias não muçulmanas e não sunitas. Isso aparece principalmente na forma de atitudes e ações negativas dos turcos em relação a pessoas que não são consideradas etnicamente turcas. Essa discriminação é predominantemente dirigida a minorias étnicas não-turcas, como armênios, assírios, gregos, curdos, judeus e zazas, além de hostilidade a formas minoritárias do Islã, como alevitas, sufis e xiitas.
Nos últimos anos, o racismo na Turquia mudou para refugiados sírios e árabes em geral.

## Visão geral
| Ano             | 1914   | 1927   | 1945   | 1965   | 1990   | 2005   |
| --------------- | ------ | ------ | ------ | ------ | ------ | ------ |
| Muçulmanos      | 12.941 | 13.290 | 18.511 | 31.139 | 56.860 | 71.997 |
| Gregos          | 1.549  | 110    | 104    | 76     | 8      | 3      |
| Armênios        | 3,604  | 77     | 60     | 64     | 67     | 50.    |
| judeus          | 128    | 82     | 77     | 38.    | 29     | 27     |
| Outras          | 176    | 71     | 38.    | 74     | 50.    | 45     |
| Total           | 15.997 | 13.630 | 18.790 | 31.391 | 57.005 | 72.120 |
| % não muçulmano | 19.1   | 2.5    | 1.5    | 0,8    | 0,3    | 0,2    |

O racismo e a discriminação na Turquia remontam ao Império Otomano. Intelectuais turcos otomanos, como Ali Suavi, declararam na década de 1860 que: 
1. Os turcos são superiores a outras raças em aspectos políticos, militares e culturais
2. A língua turca supera as línguas européias em sua riqueza e excelência
3. Os turcos construíram a civilização islâmica.

Com o estabelecimento da República da Turquia, os cidadãos não muçulmanos do país foram sujeitos a numerosos casos de discriminação patrocinada pelo Estado. Por exemplo, muitos não-muçulmanos foram demitidos de seus empregos e a burocracia lhes negou emprego. A Lei dos Empregados do Estado, promulgada em 1926, visava a turquificação da vida profissional na Turquia. Esta lei definia o turco como uma condição necessária para se tornar um funcionário do estado.
O Ministério da Educação da Turquia adotou um currículo educacional em relação aos armênios em 2002, que foi amplamente condenado como racista e chauvinista. O currículo continha livros didáticos que incluíam frases como "esmagamos os gregos" e "traidor da nação". Posteriormente, organizações civis, incluindo a Academia Turca de Ciências, publicaram um estudo deplorando todo o racismo e sexismo nos livros didáticos. No entanto, um relatório do Minority Rights Group International (MRG), realizado em 2015, afirma que o currículo das escolas continua representando "armênios e gregos como inimigos do país". Nurcan Kaya, um dos autores do relatório, concluiu: "Todo o sistema educacional é baseado no turco. Grupos não-turcos não são referidos e se são referidos, é de forma negativa."
A partir de 2008, também houve um aumento dos crimes de ódio na Turquia, originários de racismo, nacionalismo e intolerância. De acordo com Ayhan Sefer Üstün, chefe da Comissão Parlamentar de Investigação de Direitos Humanos, "o discurso do ódio está em ascensão na Turquia; portanto, novos impedimentos devem ser introduzidos para conter o aumento de tais crimes . Apesar das disposições da Constituição e das leis, até agora não houve condenações por crime de ódio, seja por racismo ou discriminação. Desde o início de 2006, vários assassinatos foram cometidos na Turquia contra pessoas de minorias étnicas ou religiosas, diferentes orientações sexuais ou identidade sexual social. O artigo 216 do Código Penal turco prevê uma proibição geral de incitar publicamente as pessoas ao ódio.

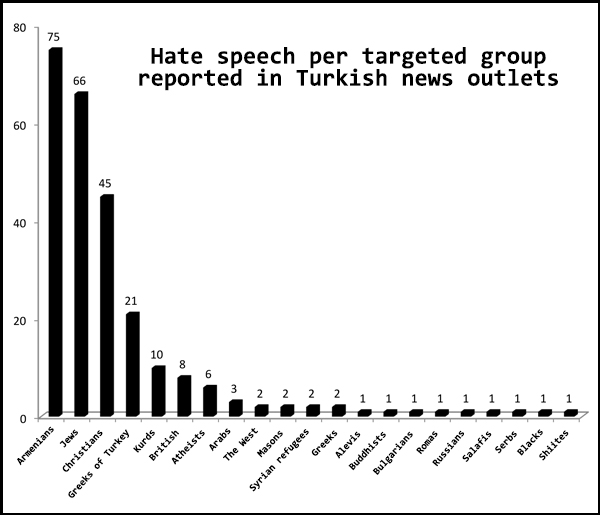
Relatos de discursos de ódio contra grupos-alvo em agências de notícias turcas, de acordo com o Relatório da Media Watch sobre discurso de ódio e linguagem discriminatória de janeiro a 2014 de Nefret Soylemi e da Fundação Hrant Dink.

Segundo Yavuz Baydar, o colunista sênior do jornal diário Zaman escreveu em 2009 que o racismo e o discurso de ódio estão em ascensão na Turquia, principalmente contra armênios e judeus. Ele escreve em 12 de janeiro de 2009: "Se alguém passa pela imprensa na Turquia, facilmente encontra casos de racismo e discurso de ódio, particularmente em resposta à carnificina e sofrimento deplorável em Gaza . Esses são os casos em que não há mais distinção entre criticar e condenar os atos de Israel e colocar judeus na linha de fogo." Asli Çirakman afirmou em 2011 que houve um aumento aparente na expressão de sentimentos xenófobos contra as presenças curdas, armênias e judias na Turquia. Çirakman também observou que o discurso étnico-nacionalista da década de 2000 identifica os inimigos internos do país entre grupos étnicos e religiosos que residem na Turquia, como os curdos, armênios e judeus.
Em 2011, uma pesquisa da Pew Global Attitudes and Trends de 1.000 turcos constatou que 6% deles tinham uma opinião favorável dos cristãos e 4% deles tinham uma opinião favorável dos judeus. No início de 2006, os números eram de 16% e 15%, respectivamente. A pesquisa da Pew também descobriu que 72% dos turcos viam os americanos como hostis e 70% deles viam os europeus como hostis. Quando solicitado a nomear a religião mais violenta do mundo, 45% dos turcos citaram o cristianismo e 41% o judaísmo, com 2% dizendo que era o islã. Além disso, 65% dos turcos disseram que os ocidentais eram "imorais".
Um dos principais desafios que a Turquia enfrenta no campo das preocupações da ECRI (Comissão Europeia contra o Racismo e a Intolerância) parece ser a necessidade de conciliar o forte senso de identidade nacional e o desejo de preservar a unidade e a integridade do Estado com o direito de diferentes grupos minoritários na Turquia para expressar seu próprio senso de identidade étnica, por exemplo, através da manutenção e desenvolvimento de aspectos lingüísticos e culturais dessa identidade.
Em uma recente descoberta do jornal armênio Agos, códigos raciais secretos foram usados para classificar comunidades minoritárias no país. De acordo com o código racial, que se acredita ter sido estabelecido durante as fundações da república em 1923, os gregos são classificados sob o número 1, armênios 2 e judeus 3.  Altan Tan, deputado do Partido da Paz e Democracia (BDP), acreditava que esses códigos sempre eram negados pelas autoridades turcas e que "se algo assim está acontecendo, é um grande desastre. O estado que ilegaliza o perfil de seus próprios cidadãos com base na etnia e na religião, e faz isso secretamente, é uma grande catástrofe ".
De acordo com uma pesquisa realizada entre 2015 e 2017 realizada pela Universidade de Bilgi, com o apoio do Conselho de Pesquisa Científica e Tecnológica da Turquia, 90% dos jovens disseram que não gostariam que suas filhas se casassem com alguém "do outro grupo". " Enquanto 80% dos jovens disseram que não gostariam de ter um vizinho do "outro grupo", 84% disseram que não queriam que seus filhos fossem amigos de crianças do "outro". 84% disseram que não negociariam com os membros do "outro". 80% disseram que não contratariam ninguém do "outro". Os pesquisadores realizaram entrevistas pessoais com jovens entre 18 e 29 anos. Quando solicitados a declarar quais grupos eles mais consideravam o "outro", eles classificaram os homossexuais em primeiro lugar com 89%, os ateus e os não-crentes ficaram em segundo lugar com 86%, as pessoas de outras religiões ficaram em terceiro com 82%, as minorias ficaram em 75% e as pessoas extremamente religiosas ficaram em quinto lugar com 74%.

## Contra os árabes
A Turquia tem um histórico de forte anti-árabeismo, que tem aumentado significativamente devido à crise dos refugiados na Síria. O Haaretz informou que o racismo anti-árabe na Turquia afeta principalmente dois grupos; turistas do Golfo que são caracterizados como "ricos e condescendentes" e refugiados sírios na Turquia. O Haaretz também informou que o sentimento anti-Síria na Turquia está se transformando em hostilidade geral contra todos os árabes, incluindo os palestinos. O vice-presidente do Partido İyi alertou que a Turquia arriscou se tornar "um país do Oriente Médio" por causa do influxo de refugiados.

## Contra armênios

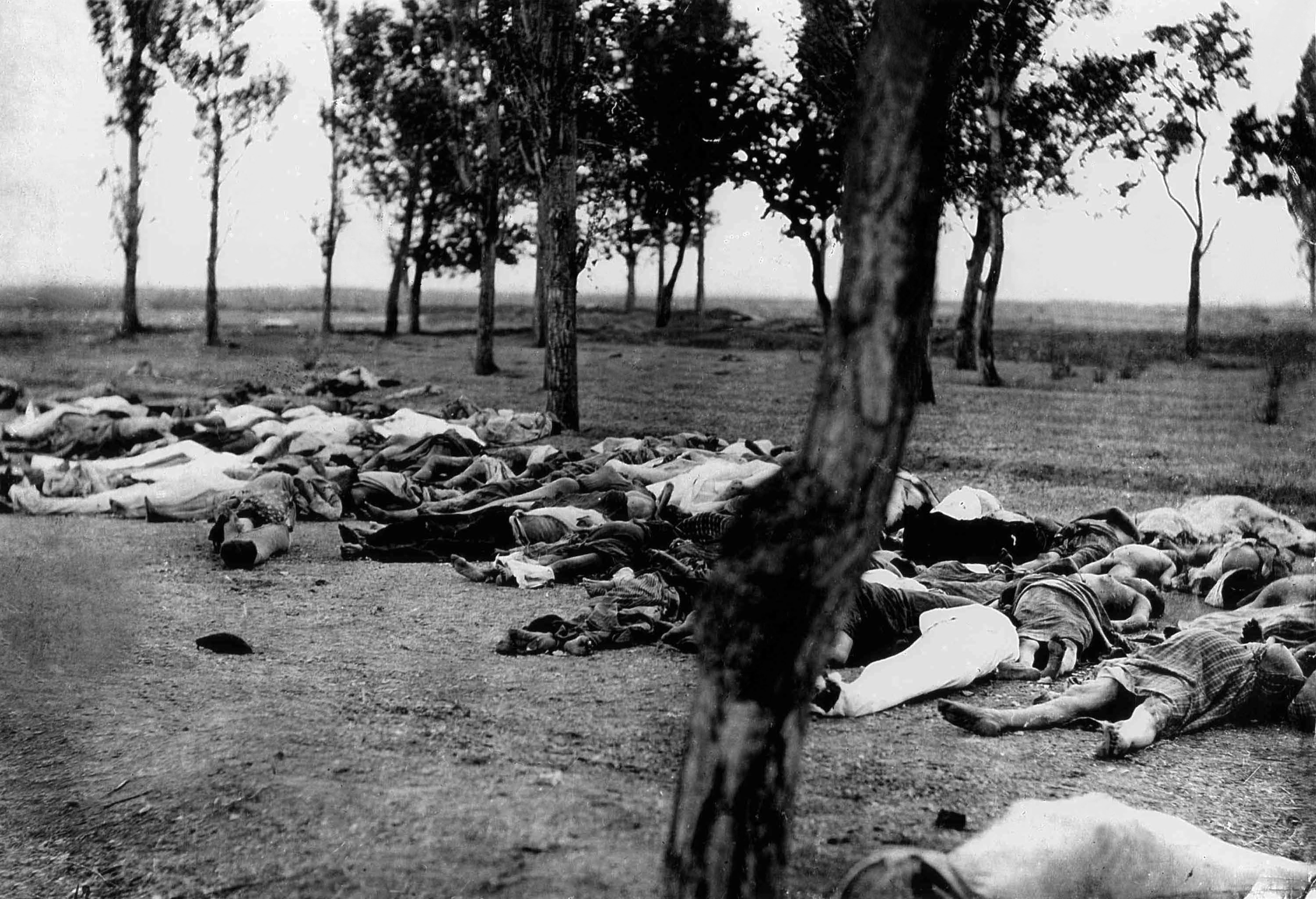
O genocídio armênio foi o extermínio sistemático do governo otomano de seus súditos armênios no território que constitui a atual República da Turquia. O número total de pessoas mortas foi estimado em 1,5 milhões.

Embora fosse possível aos armênios alcançar status e riqueza no Império Otomano, como comunidade, eles receberam um status de cidadãos de segunda classe (sob o sistema Millet) e eram considerados fundamentalmente estranhos ao caráter muçulmano da sociedade otomana. Em 1895, as demandas por reformas entre os súditos armênios do Império Otomano levaram à decisão do sultão Abdul Hamid de suprimi-los, resultando nos massacres hamidianos nos quais até 300.000 armênios foram mortos e muitos mais torturados. Em 1909, um massacre de armênios na cidade de Adana resultou em uma série de pogroms anti-armênios em todo o distrito, resultando na morte de 20.000 a 30.000 armênios. Durante a Primeira Guerra Mundial, o governo otomano massacrou entre 1 e 1,5 milhão de armênios no genocídio armênio. A posição do atual governo turco, no entanto, é que os armênios que morreram foram vítimas das dificuldades esperadas da guerra, que as vítimas citadas são exageradas e que os eventos de 1915 não puderam ser considerados um genocídio. Essa posição foi criticada por estudiosos internacionais de genocídio, e por 28 governos, que têm resoluções que afirmam o genocídio.
O incidente das Vinte Classes foi uma política usada pelo governo turco para recrutar a população minoritária não-turca, composta principalmente por armênios, gregos e judeus durante a Segunda Guerra Mundial. Todas as vinte classes consistiam na população minoritária masculina, incluindo idosos e doentes mentais. Eles não receberam armas e, muitas vezes, nem usavam uniformes militares. Esses não-muçulmanos foram reunidos em batalhões de trabalho onde nenhum turco foi alistado. Eles foram forçados a trabalhar em condições muito ruins. O ponto de vista predominante e difundido sobre o assunto era que, desejando participar da Segunda Guerra Mundial, a Turquia reuniu antecipadamente todos os homens não-turcos não confiáveis, considerados como uma "quinta coluna".

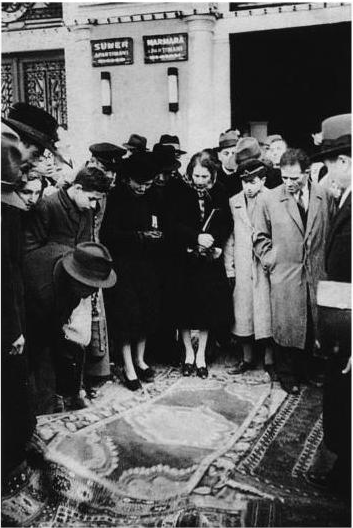
Não-muçulmanos leiloam seus móveis para pagar o Varlık Vergisi.

Varlık Vergisi ("imposto sobre a riqueza" ou "imposto sobre capitais") era um imposto turco cobrado aos cidadãos ricos da Turquia em 1942, com o objetivo declarado de arrecadar fundos para a defesa do país em caso de uma eventual entrada na Segunda Guerra Mundial. O projeto de lei para o imposto único foi proposto pelo governo de Şükrü Saracoğlu e o ato foi adotado pelo parlamento turco em 11 de novembro de 1942. Foi imposto sobre os ativos fixos, como propriedades fundiárias, proprietários de edifícios, corretores imobiliários, negócios e empreendimentos industriais de todos os cidadãos, incluindo as minorias. No entanto, aqueles que sofreram mais foram não-muçulmanos como judeus, gregos, armênios e levantinos, que controlavam grande parte da economia. Embora fossem os armênios que eram mais pesadamente taxados.
Algumas dificuldades atualmente enfrentadas pela minoria armênia na Turquia são resultado de uma atitude anti-armênia de grupos ultra-nacionalistas, como os lobos cinzentos. Segundo o Minority Rights Group, embora o governo reconheça oficialmente os armênios como minorias, mas quando usado em público, esse termo indica status de segunda classe. Na Turquia, o termo "armênio" tem sido frequentemente usado como um insulto. As crianças são ensinadas desde cedo a odiar armênios e várias pessoas foram processadas por chamar figuras públicas e políticos como tais.

"As novas gerações são ensinadas a ver os armênios não humanos, mas como entidade que deve ser desprezada e destruída, o pior inimigo. E o currículo da escola adiciona mais combustível para os incêndios existentes."

- Turkish lawyer Fethiye Çetin
Em fevereiro de 2004, o jornalista Hrant Dink publicou um artigo no jornal armênio Agos intitulado "O Segredo de Sabiha Hatun", no qual uma ex-moradora de Gaziantep, Hripsime Sebilciyan, alegava ser sobrinha de Sabiha Gökçen, implicando que o herói nacionalista turco Gökçen tinha ascendência armênia. A mera noção de que Gökçen poderia ter sido armênio causou um alvoroço por toda a Turquia, já que o próprio Dink foi atacado, principalmente por colunistas de jornais e grupos ultra-nacionalistas turcos, que o rotularam como traidor. Um despacho de um cônsul dos EUA vazado pelo WikiLeaks e escrito por um funcionário do consulado em Istambul observou que todo o caso "expôs um feio vestígio de racismo na sociedade turca".
Em 2004, a Belge Films, distribuidora de filmes na Turquia, retirou o lançamento do filme Ararat, de Atom Egoyan, sobre o genocídio armênio, depois de receber ameaças da Ülkü Ocakları, uma organização ultra nacionalista. Esta organização estava por trás de campanhas de ameaças semelhantes contra a comunidade armênia no passado. Em 1994, a carta de ódio assinado por Ülkü Ocakları foi enviado para empresas e residências particulares armênias descrevendo os armênios como 'parasitas' e que os massacres do passado serão retomados. As cartas também concluíram dizendo: "Não se esqueça: a Turquia pertence apenas aos turcos. Vamos libertar a Turquia dessa exploração. Não nos force a enviá-lo para Yerevan! Então saia agora, antes de nós que os expulse-mos! Ou então, tudo se resumirá, como disse nosso primeiro-ministro (Tansu Çiller.): 'ou você põe um fim nisso, ou então nós o faremos'. Esse é um aviso final!"
Hrant Dink, editor do jornal armênio semanal Agos, foi assassinado em Istambul em 19 de janeiro de 2007 por Ogün Samast. Ele estava agindo sob as ordens de Yasin Hayal, um militante ultra-nacionalista turco. Por suas declarações sobre a identidade armênia e o genocídio armênio, Dink havia sido processado três vezes nos termos do artigo 301 do Código Penal turco por "insultar a natureza turca". Ele também havia recebido numerosas ameaças de morte de nacionalistas turcos que viam seu jornalismo "iconoclasta" (particularmente sobre o genocídio armênio) como um ato de traição.
O termo "armênio" é freqüentemente usado na política para desacreditar os oponentes políticos. Em 2008, Canan Arıtman, deputado de Esmirna do Partido Popular Republicano (CHP), chamou o presidente Abdullah Gül de "armênio". Arıtman foi então processado por "insultar" o presidente. Da mesma forma, em 2010, o jornalista turco Cem Büyükçakır aprovou um comentário em seu site, alegando que a mãe do presidente Abdullah Gül era armênia. Büyükçakır foi então condenado a 11 meses de prisão por "insultar o Presidente [Abdullah] Gül".
İbrahim Şahin e outros 36 supostos membros do grupo ultra-nacionalista turco Ergenekon foram presos em janeiro de 2009 em Ancara. A polícia turca disse que a prisão foi desencadeada por ordens que Şahin deu para assassinar 12 líderes comunitários armênios em Sivas. Segundo a investigação oficial na Turquia, Ergenekon também teve um papel no assassinato de Hrant Dink.
Em 2010, durante uma partida de futebol entre o Bursaspor e o Beşiktaş JK, os fãs do Bursaspor gritaram: "Cães armênios apóiam o Beşiktaş". O cântico provavelmente se referia ao fato de que Alen Markaryan, líder da base de fãs de Beşiktaş, é descendente de armênios.
Sevag Balikci, um soldado turco de ascendência armênia, foi morto a tiros em 24 de abril de 2011, dia da comemoração do genocídio armênio, durante seu serviço militar em Batman. Através de seu perfil no Facebook, descobriu-se que o assassino Kıvanç Ağaoğlu era ultra-nacionalista e simpatizante do político nacionalista Muhsin Yazıcıoğlu e do agente/assassino por contrato turco Abdullah Çatlı, que ele próprio tinha uma história de atividade anti-armênia, como o Bombardeio do Memorial do Genocídio Armênio em um subúrbio de Paris em 1984. Seu perfil no Facebook também mostrou que ele era um grande simpatizante do Partido da União (BBP), um partido nacionalista de extrema-direita na Turquia. A noiva de Balıkçı testemunhou que Sevag lhe disse por telefone que ele temia por sua vida porque um certo militar o ameaçou dizendo: "Se a guerra acontecesse com a Armênia, você seria a primeira pessoa que eu mataria".

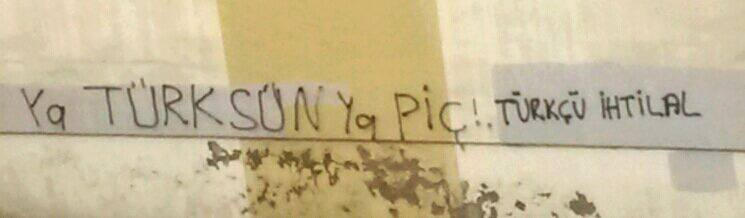
"Você é turco ou bastardo", perto da parede de uma igreja armênia em Kadıköy, Istambul.

Em 26 de fevereiro de 2012, a manifestação de Istambul para comemorar o massacre de Khojaly se transformou em uma manifestação anti-armênia que continha discursos de ódio e ameaças à Armênia e armênios . Cantos e slogans durante a manifestação incluem: "Vocês são todos armênios, são todos bastardos "," bastardos de Hrant não podem nos assustar" e " Praça Taksim hoje, Yerevan Amanhã: avançaremos sobre vocês de repente em meio à noite " .
Em 2012, o grupo ultra-nacionalista ASIM-DER (fundado em 2002) tinha como alvo escolas, igrejas, fundações e indivíduos armênios na Turquia como parte de uma campanha de ódio anti-armênia.
Em 23 de fevereiro de 2014, um grupo de manifestantes carregando uma faixa que dizia: "Vida longa Ogun Samasts! Abaixo Hrant Dink!" Desfilou em frente a uma escola primária armênia em Istambul e depois marchou em frente ao prédio principal do jornal Agos, o mesmo local em que Hrant Dink foi assassinado em 2007.
Em 5 de agosto de 2014, o Primeiro Ministro Recep Tayyip Erdoğan, em uma entrevista televisionada na rede de notícias NTV, observou que ser armênio é "mais feio" do que georgiano, dizendo "Você não acreditaria nas coisas que eles disseram sobre mim. Eles disseram que eu sou georgiano ... eles disseram coisas ainda mais feias - eles me chamaram de armênio, mas eu sou turco."
Em fevereiro de 2015, grafites foram descobertos perto da parede de uma igreja armênia no distrito de Kadıköy, em Istambul, dizendo: "Você é turco ou bastardo" e "Vocês são todos armênios, todos bastardos". Alega-se que o grafite foi realizado pela organização de membros de uma manifestação intitulada "Manifestações condenando o genocídio de Khojali e o terror armênio". A Associação de Direitos Humanos da Turquia solicitou ao governo local de Istambul a denominação de "pretexto para incitar o ódio étnico contra armênios na Turquia". No mesmo mês, faixas comemorativas do genocídio armênio foram vistas em várias cidades da Turquia. Eles declararam: "Celebramos o centésimo aniversário de nosso país sendo purificado dos armênios. Estamos orgulhosos de nossos antepassados gloriosos ". (Yurdumuzun Ermenilerden temizlenişinin 100. yıldönümü kutlu olsun. Şanlı atalarımızla gurur duyuyoruz. ) 
Em março de 2015, o prefeito de Ancara, Melih Gökçek, apresentou uma queixa formal por difamação contra o jornalista Hayko Bağdat porque o chamava de armênio. A petição do queixoso ao tribunal declarou: "As declarações [de Bağdat] são falsas e incluem insulto e difamação". Gökçek afirmou que o termo "armênio" significava "nojo". Ele exigiu 10.000 liras em compensação sob um processo civil contra Bağdat por danos psicológicos, o processo está agora pendente.
Em março de 2015, grafites foram descobertos nas paredes de uma igreja armênia no distrito de Bakırköy, em Istambul, onde se lê "1915, ano abençoado", em referência ao genocídio armênio de 1915. Outras insultos incluíam "O que importa se todos vocês são armênios quando um de nós é Ogün Samast", que se referia ao slogan "Somos todos armênios" usado pelos manifestantes após o assassinato de Hrant Dink por Ogün Samast. O administrador da igreja comentou "Esse tipo de coisa acontece o tempo todo".

"Por décadas os governos da Turquia tentaram apagar da Anatólia qualquer traço de identidade armênia. Assassinatos e imigração não foram suficientes. Nomes de cidades, ruas e mesmo receitas culinárias foram alterados. Suas igrejas se tornaram mesquitas. Eles tentaram reescrever a história. Agora [eles estão] ao povo de Cizre, sob o cero a Cizre:vocês são todos armênios!. Isso mostra que a fabricada uma nação, uma crença colapsou. Eles falharam em destruir os fantasmas armênios da história."

– Hatice Altınışık, político do HDP
Em 3 de junho de 2015, durante um discurso de campanha eleitoral em Bingöl dirigido contra o partido de oposição HDP, o presidente turco Recep Tayyip Erdoğan afirmou que o " lobby armênio, homossexuais e aqueles que acreditam em 'Alevismo sem Ali' - todos esses representantes de sedição são benfeitores do HDP".
Em 24 de junho de 2015, após um concerto de Tigran Hamasyan em Ani, uma cidade armênia medieval em ruínas situada na província turca de Carse, o presidente de Ülkü Ocakları do distrito de Carse, Tolga Adıgüzel, ameaçou 'caçar' armênios nas ruas de Carse. ref name="birgun123">«Ülkücü başkan coştu: "Sokaklarda Ermeni avına mı çıkalım?"» (em turco). Birgun. Yoksa bizler de Kars caddelerinde Ermeni avına mı çıkalım?</ref>
Após as eleições gerais turcas de junho de 2015, quando três parlamentares armênios foram eleitos para a Grande Assembléia Nacional, Hüzeyin Sözlü, prefeito de Adana, reagiu em um post no Twitter: "O sobrinho de Manukyan em Adana deve estar muito feliz agora. Seus três primos entraram no Parlamento. Eles são do AKP [Partido da Justiça e Desenvolvimento], do CHP [Partido Popular Republicano] e do HDP  (Partido Democrata do Povo]). " Sözlü aludiu que os três parlamentares armênios eram parentes de Matild Manukyan, uma empresária turco-armênia que é conhecida por possuir vários bordéis.
Durante o funeral oficial do soldado turco Olgun Karakoyunlu, um homem exclamou: "Os PKK são todos armênios, mas estão se escondendo. Sou curdo e muçulmano, mas não sou armênio. O fim dos armênios está próximo. Pela vontade de Allah, nós lhes daremos um fim. Oh armênios, o que quer que você faça é em vão, nós o conhecemos bem. Tudo o que vocês fizerem será em vão." Da mesma forma, em 2007, um imã nomeado pelo Estado, presidindo o funeral de um soldado turco morto pelo PKK, disse que a morte ocorreu devido aoa "bastardos armênios".
Em setembro de 2015, durante o conflito curdo-turco, foi divulgado um vídeo que  a polícia em Cizre anunciando em um alto-falante à população curda local que eles eram "bastardos armênios" (link externo do vídeo). Alguns dias depois, em outro caso, a polícia do Cizre fez repetidos anúncios no alto-falante dizendo "Vocês são todos armênios"(link externo do vídeo). A polícia também havia anunciado: "Filhos armênios, esta noite será sua última noite".  Em 11 de setembro, no final do cerco, a polícia fez um anúncio final dizendo: "Bastardos armênios, mataremos todos vocês e exterminaremos vocês".
Em 9 de setembro de 2015, uma multidão de jovens turcos reuniram-se em distritos armênios  de Istambul gritavam "Nós devemos transformar estes distritos armênios e Curdos em cemitérios".
Em setembro de 2015, um sinal de 'Bem-vindo' foi instalado em Eder e escrito em quatro idiomas: turco, curdo, inglês e armênio. A parte armênia do sinal foi protestada por ASIMDER, que exigiu sua remoção. Em outubro de 2015, a escrita armênia no sinal de boas-vindas foi fortemente vandalizada. Em junho de 2016, a redação armênia foi completamente removida.
Em janeiro de 2016, quando Aras Özbiliz, um jogador de futebol etnicamente armênio, foi transferido para o time de futebol turco Beşiktaş JK, uma ampla campanha de ódio surgiu em vários meios de comunicação sociais. Çarşı, o grupo de apoio a Beşiktaş, divulgou um comunicado condenando a campanha racista e reafirmando que era contra o racismo. A campanha de ódio também levou vários políticos, incluindo Selina Doğan, do Partido Popular Republicano, a emitir uma declaração condenando-a.
Em março de 2016, um desfile realizado em Aşkale, inicialmente dedicado aos mártires turcos da Primeira Guerra Mundial, se transformou em "um show de ódio" e "uma propaganda cheia de ódio contra os armênios". Durante o desfile, Enver Başaran, prefeito de Aşkale, expressou gratidão aos "antepassados gloriosos que extirparam os armênios".
Em abril de 2018, um grafite com a inscrição “Esta pátria é nossa” foi inscrito na parede e uma pilha de lixo também foi despejada em frente à Igreja Armênia Surp Takavor, no distrito de Kadıköy. O município de Kadıköy condenou e descreveu a ação como um "ataque racista" em um post no Twitter, dizendo que o trabalho necessário foi iniciado para limpar a redação e remover o lixo.

## Contra assírios
Os assírios também compartilharam um destino semelhante ao dos armênios. Os assírios também sofreram em 1915 e foram massacrados em massa. O genocídio assírio ou o Seyfo (como é conhecido pelos assírios) reduziu a população dos assírios do Império Otomano e Pérsia de cerca de 650.000 antes do genocídio para 250.000 após o genocídio.
A discriminação continuou bem na recém-formada República Turca. Após a rebelião Sheikh Said, a igreja ortodoxa assíria foi assediada pelas autoridades turcas, alegando que alguns assírios supostamente colaboraram com os curdos rebeldes. Consequentemente, ocorreram deportações em massa e o Patriarca Mar Inácio Elias III foi expulso do Mosteiro de Mor Hananyo, transformado em quartel turco. O assento patriarcal foi então transferido para Homs temporariamente.
Os assírios historicamente não podiam se tornar funcionários públicos na Turquia e não podiam frequentar escolas militares, se tornarem oficiais do exército ou se unir à polícia.

## Contra os gregos

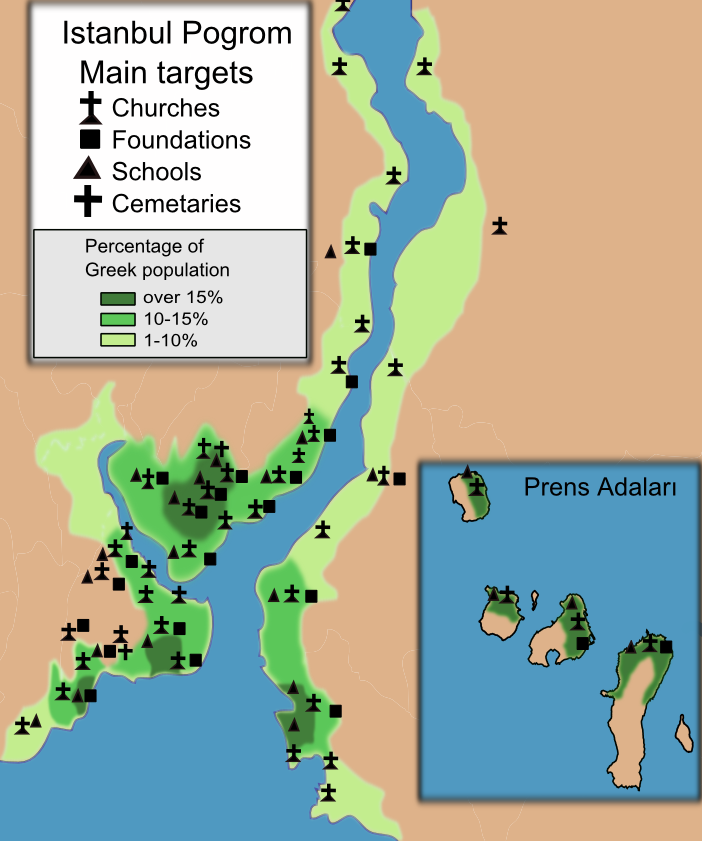
Os principais alvos dos motins anti-gregos em Istambul; 6 e 7 de setembro de 1955.

Medidas exclusivistas nacionalistas turcas punitivas, como uma lei parlamentar de 1932, impediram os cidadãos gregos que viviam na Turquia de uma série de 30 operações e profissões como nas áreas de alfaiataria, carpintaria, medicina, direito e imóveis. O imposto Varlık Vergisi imposto em 1942 também serviu para reduzir o potencial econômico dos empresários gregos na Turquia. De 6 a 7 de setembro de 1955 Pogrom de Istambul, tumultos anti-gregos foram orquestrados em Istambul pelo Grupo de Mobilização Tática dos militares turcos, sede da filial turca da Operação Gladio; o contra-guerrilheiro. Os eventos foram desencadeados pelas notícias de que o consulado turco em Thessaloniki, norte da Grécia - a casa onde Mustafa Kemal Atatürk nasceu em 1881 - havia sido bombardeado no dia anterior.  Uma bomba plantada por um promotor turco do consulado, que mais tarde foi preso e confessado, incitou os eventos. A imprensa turca que transmitia as notícias na Turquia ficou em silêncio sobre a prisão e, em vez disso, insinuou que os gregos haviam disparado a bomba. Embora a multidão não tenha pedido explicitamente que os gregos fossem mortos, mais de uma dúzia de pessoas morreu durante ou após o pogrom como resultado de espancamentos e incêndios criminosos. Judeus, armênios e muçulmanos também foram prejudicados. Além dos alvos comerciais, a multidão visava claramente propriedades pertencentes ou administradas pela Igreja Ortodoxa Grega. 73 igrejas e 23 escolas foram vandalizadas, queimadas ou destruídas, assim como 8 asperses e 3 mosteiros.
O pogrom acelerou bastante a emigração de gregos étnicos da Turquia e da região de Istambul em particular. A população grega da Turquia diminuiu de 119.822 pessoas em 1927  para cerca de 7.000 em 1978. Somente em Istambul, a população grega diminuiu de 65.108 para 49.081 entre 1955 e 1960.
A minoria grega continua a encontrar problemas relacionados à educação e aos direitos de propriedade. Uma lei de 1971 nacionalizou escolas religiosas e fechou o seminário de Halki, na ilha de Heybeli, em Istambul, que treinava o clero ortodoxo desde o século XIX. Uma indignação posterior foi o vandalismo do cemitério grego em Imbros, em 29 de outubro de 2010. Neste contexto, os problemas que afetam a minoria grega nas ilhas de Imbros e Tenedos continuam sendo relatados à Comissão Europeia.
Em 2007, as autoridades turcas apreenderam um total de 1.000 imóveis de 81 organizações gregas, além de indivíduos da comunidade grega. Por outro lado, os tribunais turcos deram legitimidade legal a práticas ilegais, aprovando leis e políticas discriminatórias que violavam os direitos fundamentais que eram responsáveis por proteger. Como resultado, fundações das comunidades gregas começaram a registrar queixas após 1999, quando foi anunciada a candidatura da Turquia à União Europeia. Desde 2007, decisões estão sendo tomadas nesses casos; a primeira decisão foi tomada em um caso apresentado pela Phanar Greek Orthodox College Foundation, e a decisão foi de que a Turquia violou o artigo 1 do Protocolo nº 1 da Convenção Européia de Direitos Humanos, que garantiu os direitos de propriedade.

## Contra judeus
Nos anos 30, formaram-se grupos Antissemitismo que publicavam periódicos anti-semitas. O jornalista Cevat Rıfat Atilhan publicou em Izmir um diário chamado Anadolu e que continha escrita anti-semita. Quando a publicação foi proibida, Atilhan foi para a Alemanha e foi entretido por Julius Streicher por meses. Em Der Stürmer, uma publicação de Streicher, um grande artigo foi publicado sobre Cevat Rifat Atilhan em 18 de agosto de 1934.  Ao retornar à Turquia, Atilhan iniciou o jornal Milli İnkılap, muito semelhante ao Der Stürmer. Consequentemente, argumenta-se que muitas das teorias anti-semitas na Turquia provêm de muitas das opiniões e materiais que Atilhan tirou da Alemanha.
O caso Elza Niego foi um evento sobre o assassinato de uma garota judia na Turquia chamada Elza Niego em 1927. Durante o funeral, uma manifestação foi realizada em oposição ao governo turco, que criou uma reação anti-semita na imprensa turca. Nove manifestantes foram presos imediatamente sob a acusação de ofender o "turco".
A Lei de Reassentamento de 1934 foi uma política adotada pelo governo turco que estabeleceu os princípios básicos da imigração. Embora se esperasse que a Lei de Liquidação funcionasse como um instrumento para turificar a massa de cidadãos que não falam turco, ela emergiu imediatamente como uma peça de legislação que provocou tumultos contra não-muçulmanos, conforme evidenciado nos pogroms da Trácia de 1934 contra judeus no país. consequências imediatas da aprovação da lei. Com a lei emitida em 14 de junho de 1934, os pogroms da Trácia começaram pouco mais de quinze dias depois, em 3 de julho. Os incidentes que tentavam expulsar os moradores não-muçulmanos da região começaram em Çanakkale, onde os judeus receberam cartas não assinadas pedindo que deixassem a cidade e depois se transformaram em uma campanha antissemita, envolvendo boicotes econômicos e agressões verbais, além de violência física contra os judeus. vivendo nas várias províncias da Trácia. Estima-se que, de um total de 15.000 a 20.000 judeus que vivem na região, mais da metade fugiu para Istambul durante e após os incidentes.
A sinagoga de Neve Shalom, em Istambul, foi atacada três vezes. Em 6 de setembro de 1986, militantes árabes mataram 22 fiéis judeus e feriram 6 durante os cultos do Shabat em Neve Shalom. Este ataque foi atribuído ao militante palestino Abu Nidal. A sinagoga foi atingida novamente durante os atentados de Istambul em 2003, ao lado da sinagoga de Beth Israel, matando 20 e ferindo mais de 300 pessoas, tanto judeus quanto muçulmanos. Apesar de um grupo militante local turco, a Frente dos Grandes Incursores Islâmicos do Leste, ter assumido a responsabilidade pelos ataques, a polícia alegou que os atentados eram "sofisticados demais para terem sido realizados por esse grupo"  com uma importante fonte do governo israelense dizendo : "o ataque deve ter sido pelo menos coordenado com organizações terroristas internacionais".
Em 2015, um canal de notícias afiliado a Erdogan transmitiu um documentário de duas horas intitulado "The Mastermind" (um termo que o próprio Erdogan havia introduzido ao público alguns meses antes), que sugeria com força que era "a mente dos judeus" que "governa o mundo, queima, destrói, morre de fome, realiza guerras, organiza revoluções e golpes e estabelece estados dentro dos estados".
Segundo a Liga Anti-Difamação, 71% dos adultos turcos "abrigam visões anti-semitas".

## Contra os curdos
Os curdos têm uma longa história de discriminação e massacres perpetrados contra eles pelo governo turco. Um dos mais significativos é o incidente em Dersim, onde, de acordo com um relatório oficial da Quarta Inspeção Geral, 13.160 civis foram mortos pelo exército turco e 11.818 pessoas foram levadas para o exílio, despovoando a província em 1937–38. Segundo os Dersimi, muitos homens da tribo foram mortos a tiros após se renderem, e mulheres e crianças foram trancadas em haysheds que foram incendiados. Segundo McDowall, 40.000 pessoas foram mortas. Segundo fontes curdas da diáspora, mais de 70.000 pessoas foram mortas.

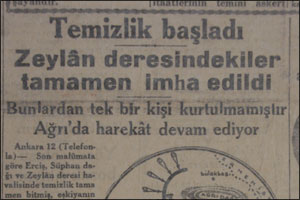
Manchete do diário Cumhuriyet de 13 de julho de 1930: a limpeza começou; as do vale de Zeilane foram completamente aniquiladas ; nenhuma delas sobreviveu; as operações em Are continuam. Ancara 12 (com telefone)... Segundo as informações mais recentes, a limpeza nos distritos de Erjixe, Monte Supecane e Zeinale terminaram completamente...

O massacre de Zilan em 1930 foi um massacre   dos residentes curdos da Turquia durante a rebelião de Ararat, na qual participaram de 800 a 1500 homens armados. Segundo o diário Cumhuriyet, datado de 16 de julho de 1930, cerca de 15.000 pessoas foram mortas e o rio Zilan estava cheio de cadáveres até a boca. Em 31 de agosto de 1930, o diário Milliyet publicou a declaração do primeiro-ministro turco İsmet İnönü : "Somente a nação turca tem o direito de exigir direitos étnicos e raciais neste país. Qualquer outro elemento não tem esse direito. Eles são turcos orientais que foram enganados por propaganda infundada e eventualmente se perderam. "
Em uma tentativa de negar sua existência, o governo turco classificou os curdos como "turcos da montanha" até 1991. Desde então, a população curda da Turquia há muito tempo procura incluir o curdo como língua de instrução em escolas públicas e também como disciplina. Várias tentativas de abrir centros de instrução curdos foram interrompidas por motivos técnicos, como dimensões incorretas das portas. Fontes turcas afirmaram que a administração de escolas de língua curda foi encerrada em 2004 por causa de "uma aparente falta de interesse". Embora as escolas de língua curda tenham começado a funcionar, muitas delas foram forçadas a fechar devido ao excesso de regulamentação por parte do Estado. Os institutos de língua curda foram monitorados sob rigorosa vigilância e pressão burocrática. Usar a língua curda como língua principal da educação é ilegal na Turquia. É aceito apenas como disciplina.
O curdo é permitido como disciplina nas universidades, alguns deles são apenas cursos de idiomas, enquanto outros são programas de literatura e idiomas curdos de graduação ou pós-graduação.
Devido ao grande número de curdos turcos, governos sucessivos viram a expressão de uma identidade curda como uma ameaça potencial à unidade turca, um sentimento que se agrava desde a rebelião armada iniciada pelo PKK em 1984. Uma das principais acusações de assimilação cultural refere-se à supressão histórica do estado da língua curda. As publicações curdas criadas ao longo das décadas de 1960 e 1970 foram fechadas sob vários pretextos legais. Após o golpe militar de 1980, a língua curda foi oficialmente proibida nas instituições governamentais.
| Partido                                   | Ano banido |
| ----------------------------------------- | ---------- |
| Partido Popular do Trabalho (HEP)         | 1993       |
| Partido da Liberdade e Democracia (ÖZDEP) | 1993       |
| Partido da Democracia (DEP)               | 1994       |
| Partido da Democracia Popular (HADEP)     | 2003       |
| Partido da Sociedade Democrática (DTP)    | 2009       |

Em abril de 2000, o congressista americano Bob Filner falou de um " genocídio cultural ", enfatizando que "um modo de vida conhecido como curdo está desaparecendo a um ritmo alarmante". Mark Levene sugere que as práticas genocidas não se limitaram ao genocídio cultural e que os eventos do final do século XIX continuaram até 1990.
Alguns acadêmicos afirmaram que sucessivos governos turcos adotaram um programa de genocídio sustentado contra os curdos, visando sua assimilação. A hipótese do genocídio permanece, no entanto, uma visão minoritária entre os historiadores, e não é endossada por nenhuma nação ou organização importante. Desmond Fernandes, professor sênior da Universidade De Montfort, divide a política das autoridades turcas nas seguintes categorias:
1. Programa de assimilação forçada, que envolveu, entre outras coisas, a proibição da língua curda e a realocação forçada de curdos para áreas não curdas da Turquia.
2. A proibição de qualquer organização que se oponha à categoria um.
3. A violenta repressão de qualquer resistência curda.

Em janeiro de 2013, o parlamento turco aprovou uma lei que permite o uso da língua curda nos tribunais, embora com restrições. A lei foi aprovada por votos do AKP no poder e do partido de oposição pró-curdo BDP, contra críticas do partido secularista do CHP e do nacionalista MHP, com o MHP e o CHP Deputados quase chegando às vias de fato com deputados BDP sobre a lei. Apesar de seu apoio no parlamento, o BDP criticou a disposição da lei de que os réus pagariam as taxas de tradução e que a lei se aplica apenas à defesa falada em tribunal, mas não a uma defesa por escrito ou antes do julgamento investigação. Segundo uma fonte  a lei não cumpre as normas da UE. vice-primeiro ministro da Turquia, Bekir Bozdağ, respondeu às críticas da lei de ambos os lados, dizendo que os honorários dos réus que não falam turco serão pagos pelo Estado, enquanto aqueles que falam turco mas ainda preferem falar no tribunal em outro idioma terá que pagar as taxas. O comissário europeu para o alargamento, Stefan Füle, saudou a nova lei.
Em fevereiro de 2013, o primeiro-ministro turco, Recep Tayyip Erdoğan, disse durante uma reunião com líderes de opinião muçulmanos, que ele tem "pontos de vista positivos" sobre imãs fazendo sermões em turco, curdo ou árabe, de acordo com a língua mais falada entre os participantes da mesquita. Essa medida recebeu apoio de políticos curdos e grupos de direitos humanos.

## Partidos políticos
Em 20 de dezembro de 2017, foi fundado o Partido da União de Ötüken. De acordo com a parte, para ser considerado um cidadão turco, você precisa ter pais turcos e turco como idioma nativo. Como alternativa, você deve estar tão "acordado" que simplesmente se torna consciente da sua "natureza turca" inato como qualquer turco natural. Também anunciou planos para interromper o afluxo de refugiados, cancelar a cidadania daqueles que migraram para a Turquia do exterior, ter apenas soldados e policiais "turcos" e proibir o casamento com cidadãos estrangeiros. Com a possibilidade de chegar ao poder, isso só permitiria "legisladores pró-turcos". Além disso, o partido destacou os turcos como uma raça superior e eles mencionaram que “Nossa santa missão é elevar nossa raça a um ponto mais alto. O objetivo da corrida turca é ter autoridade sobre o mundo inteiro ”.